# Episodi di Un giustiziere a New York (seconda stagione)
La seconda stagione della serie televisiva Un giustiziere a New York è stata trasmessa in anteprima negli Stati Uniti d'America dalla CBS tra l'8 ottobre 1986 e il 27 maggio 1987.
| nº | Titolo originale             | Titolo italiano              | Prima TV USA     | Prima TV Italia |
| -- | ---------------------------- | ---------------------------- | ---------------- | --------------- |
| 1  | Prelude                      |                              | 8 ottobre 1986   |                 |
| 2  | Nocturne                     |                              | 15 ottobre 1986  |                 |
| 3  | A Community of Civilized Men |                              | 22 ottobre 1986  |                 |
| 4  | Joyride                      | Crack                        | 29 ottobre 1986  |                 |
| 5  | Shades of Darkness           |                              | 5 novembre 1986  |                 |
| 6  | Nightscape                   | Incubo Notturno              | 12 novembre 1986 |                 |
| 7  | Counterfire                  |                              | 19 novembre 1986 |                 |
| 8  | The Line                     |                              | 26 novembre 1986 |                 |
| 9  | Tip on a Sure Thing          |                              | 3 dicembre 1986  |                 |
| 10 | The Cup                      | Il Segreto della Confessione | 10 dicembre 1986 |                 |
| 11 | Heartstrings                 |                              | 17 dicembre 1986 |                 |
| 12 | High Performance             |                              | 7 gennaio 1987   |                 |
| 13 | Beyond Control               | Top Secret                   | 14 gennaio 1987  |                 |
| 14 | Carnal Persuasion            |                              | 21 gennaio 1987  |                 |
| 15 | Memories of Manon (Part 1)   | Memorie prima parte          | 4 febbraio 1987  |                 |
| 16 | Memories of Manon (Part 2)   | Memorie seconda parte        | 11 febbraio 1987 |                 |
| 17 | Solo                         | Sarah                        | 18 febbraio 1987 |                 |
| 18 | A Place to Stay              | Times Square                 | 25 febbraio 1987 |                 |
| 19 | Coal Black Soul              | Neve a Central Park          | 6 maggio 1987    |                 |
| 20 | First Light                  |                              | 13 maggio 1987   |                 |
| 21 | Hand and Glove               | Incubi                       | 20 maggio 1987   |                 |
| 22 | Re-Entry                     | Giochi di parole             | 27 maggio 1987   |                 |